# Бааланан
Бааланан (Баал-Анан) (2-а пол. XI ст. до н. е.) — 7-й відомий цар Ідумеї (Едома). Згадується в Книзі Буття.

## Життєпис
Син якогось Ахбора. Посів трон після царя Саула. Намагався відродити потугу Ідумея, вступивши у суперечку з Ізраїльським царством. Можливо (на основі трактування Книги Хроніки) протистояв володарю останнього — Давиду. Перебіг подій достеменно не відомий. Йому спадкував Адад II.